# Alfabeto de Vithkuq

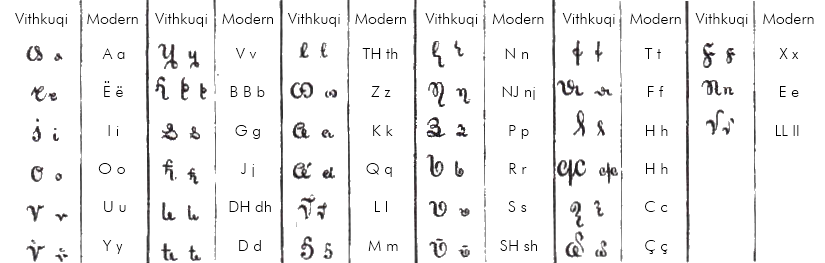
Las letras del alfabeto Vithkuqi coinciden con sus equivalentes albaneses modernos.

La escritura Vithkuqi, también llamada Büthakukye o Beitha Kukju después de la denominación que le aplicó el albanólogo alemán Johann Georg von Hahn, fue un alfabeto inventado para escribir el idioma albanés entre 1825 y 1845 por el erudito albanés Naum Veqilharxhi.
Aunque a veces se dice erróneamente que la escritura lleva el nombre de su inventor, como en Das Buch der Schrift, de Carl Faulmann, el nombre del alfabeto deriva de Vithkuq, una aldea en la región de Korçë donde nació Veqilharxhi.
La escritura Vithkuqi fue diseñada específicamente para ser tan religiosamente neutral como sea posible, evitando la duplicación de caracteres griegos, latinos o árabes.
Tenía una correspondencia casi perfecta entre letras y fonemas, pero carecía de caracteres para el moderno albanés "gj", "rr", "xh" y "zh". 
El alfabeto no pudo afianzarse debido a la muerte prematura de su inventor y a los costos prohibitivos de cortar este nuevo tipo de caracteres; sin embargo, una serie de documentos que utilizan esta escritura se publicaron a fines del siglo XIX. 
Este alfabeto finalmente fue dejado de lado ante los alfabetos griegos, árabes y latinos que fueron diseñados para reemplazarlo, y este último se convirtió en el alfabeto oficial en 1909.
Otras escrituras originales usadas por los albaneses fueron la escritura Elbasan y la escritura Todhri durante el siglo XVIII. Estos alfabetos tampoco pudieron ver su uso extendido de forma prolongada.